# Кардањано Басо (Мачерата)
Кардањано Басо (итал. Cardagnano Basso) насеље је у Италији у округу Мачерата, региону Марке.
Према процени из 2011. у насељу је живело 21 становника. Насеље се налази на надморској висини од 443 м.